# Clean Bandit
«Clean Bandit» (дослівний переклад українською — «Чистий бандит») — британський електро-гурт, заснований у 2009 році. Цей колектив у 2010 році випустив трек «Mozart's House», який був відзначений 17 місцем в UK Singles Chart. А в 2014 році випустили новий сингл «Rather Be», який досяг 1 місця в цьому ж чарті. В 2015 році композиція була нагороджена премією «Греммі» в номінації «Кращий танцювальний запис». Їх сингл 2016 року «Rockabye», в якому представлені ямайський артист Шон Пол та співачка Енн-Марі, став їх другим хітом номер один у Великій Британії. «Symphony» із участю Зари Ларсон стала їх третім синглом номер один у Великій Британії у 2017 році. Їх другий альбом «What is Love?» вийшов у листопаді 2018 року. Станом на 2016 рік, «Clean Bandit» продали понад 13 мільйонів синглів та 1,6 мільйона альбомів у всьому світі.

## Музичний стиль
Музика Clean Bandit поєднує такі напрямки, як електроніка і класична музика, створюючи треки в стилі діп-хаус.

## Музична кар'єра

### Формування і початок кар'єри
Учасники гурту Джек Паттерсон, Грейс Чатто і Мілан Ніл Еймін-Сміт познайомилися під час навчання в коледжі Джесус Кембриджського університету. До того часу Чатто вже створювала квартет разом з Еймін-Смітом. Чатто у той час зустрічалася з Паттерсоном і він вирішив записати її виступу. Паттерсон почав міксувати її пісні з електронною музикою, і представивши їй плід своєї праці, Чатто заявила, що їй подобається ця затія. Один із їхніх друзів, Ссегава-Ссекінту Ківанука, писав у той час тексти для пісень, і разом вони створили трек Mozart's House. І таким чином до них прийшла ідея про створення музичного колективу.
Назва, Clean Bandit, вони взяли з перекладу російської фрази, що в англійській мові означає «повний придурок». Також варто зауважити, що Чатто і Паттерсон деякий час жили в Росії.

### 2012—2014
У 2012 році гурт представив сингл «A+E», який досяг вищої позиції в UK Singles Chart. Ця пісня буде п'ятою в трек-листі їхнього дебютного альбому New Eyes, який вийшов 12 травня 2014 року. 29 лютого 2012 року вийшов кліп на їх пісню UK Shanty, де одну з головних ролей зіграла їх ровесниця і модель з Кембриджу Лілі Коль (Lily Cole). 29 березня 2013 року Clean Bandit випустила трек «Mozart's House». Він досяг 17 місця в головному хіт-параді Великої Британії. І третій реалізований трек з майбутнього альбому, гурт представив 19 січня 2014 року і ним став «Rather Be». Він став успішним хітом, який підкорив UK Singles Chart, де зміг протриматися на першому місці 4 тижні.
Після успіху «Rather Be» гурт збирається провести тур у Великій Британії, а також взяти участь у різних фестивалях.
Перший дебютний альбом New Eyes вийшов 12 травня 2014 року на лейблі Warner Music UK і містить 13 треків у звичайному виданні, і 16 в спеціальному.

### З 2015
У 2015 році на Coachella Festival, Clean Bandit виконали пісню «Disconnect» разом з Marina and the Diamonds.
27 травня 2016 року гурт випустив свій перший сингл з березня 2015 року, назвавши його «Tears». Виконавицею цієї пісні є переможниця шоу The X Factor 2015 Луїза Джонсон. Тепер цей трек розглядається як провідний сингл з нового альбому.
19 жовтня 2016 року про свій вихід в Facebook, а після і в Twitter оголосив скрипаль і піаніст гурту Ніл Амін-Сміт. Два дні потому Clean Bandit випустили нову пісню «Rockabye», у створенні якої взяли участь співачка Енн-Марі і репер Шон Пол і вона була першою композицією, в якій не брав участь Амін-Сміт. «Rockabye» стала їх другим хітом номер 1 у Великій Британії.